# Famille Gherardini
Pour les articles homonymes, voir Gherardini.

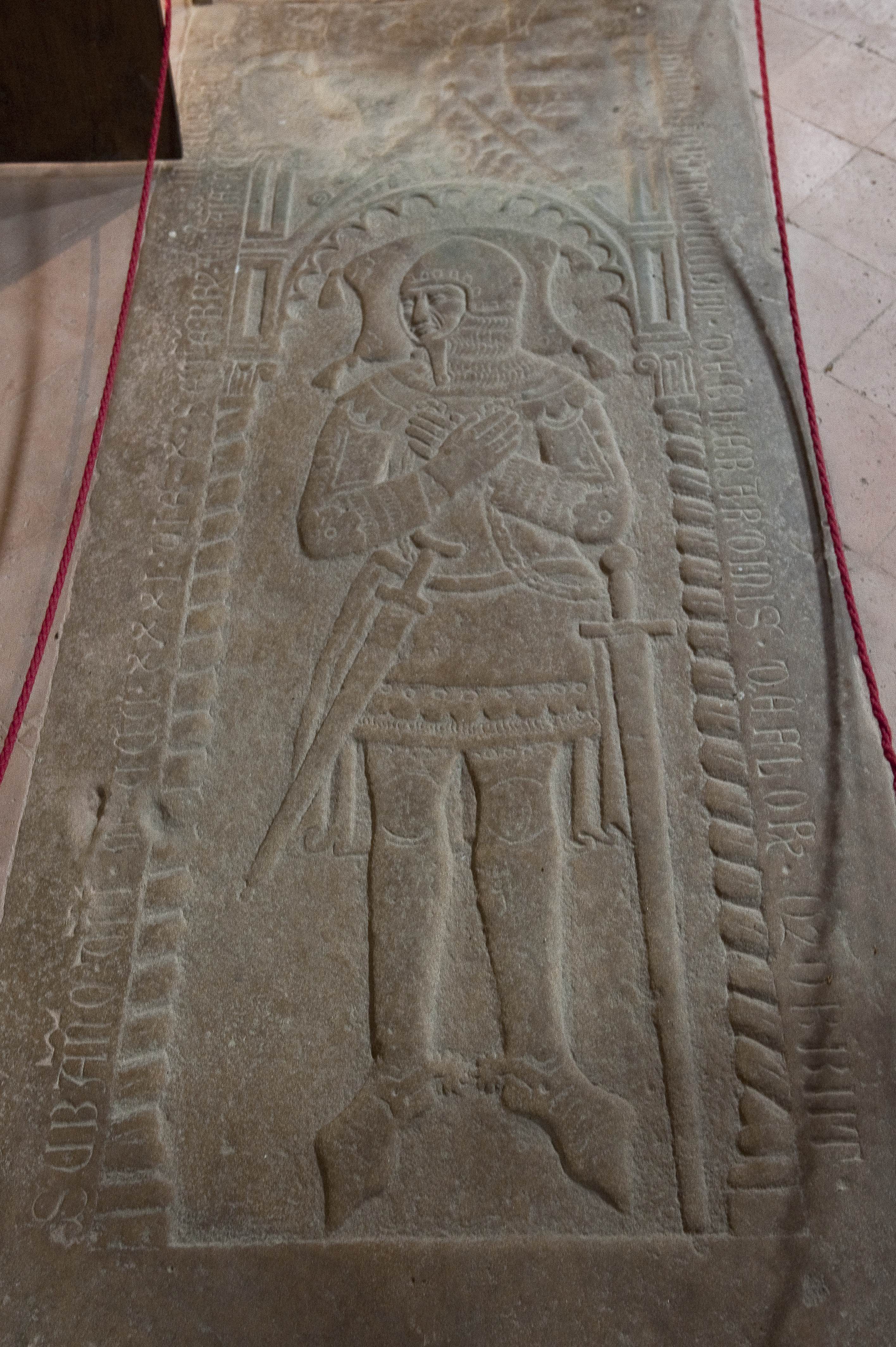
Photographie du « Tombeau de Gherarduccio Gherardini – paroisse de Sant’Appiano en Toscane »

La famille Gherardini (ou de Montagliari) est originaire de la Toscane, où elle est implantée à partir du IXe au XIVe siècle, ainsi que dans les régions de Vénétie et d’Émilie entre le XVIe et le XVIIIe siècle et du mouvement italien de « risorgimento » .
Cette famille a suscité la curiosité de nombreux historiens du Moyen Âge. Issue de la tradition féodale, elle a été l’un des piliers de l'ancienne aristocratie républicaine de Florence aux Xe et XIe siècles.
Après son exil de Toscane au XIIe siècle (à la suite du conflit entre les Guelfes et Gibelins), la famille a perpétué, dans la république de Venise et dans quelques fiefs sur les Apennins, sa vocation féodale et d’assemblée (c’est-à-dire hostile aux pouvoirs absolus qu’ils soient monarchiques ou religieux). L’autonomie politique de cette famille prendra fin avec l'un des exemples les plus notoires d’absolutisme européen : le régime napoléonien. D’où, probablement, l’intérêt de la famille à soutenir le processus d’unification italienne.
Leur blason est un écu fascé (de trois pièces) de vair et de gueules. Au XVIIe siècle, pour souligner les relations entre la famille et les Habsbourg, l’écu sera écartelé au premier et troisième quartier par l’aigle impériale. Aujourd’hui encore, les descendants ont gardé ces armoiries. 
La famille possède l’une des plus anciennes sépultures chevaleresques de Toscane.

## Origines

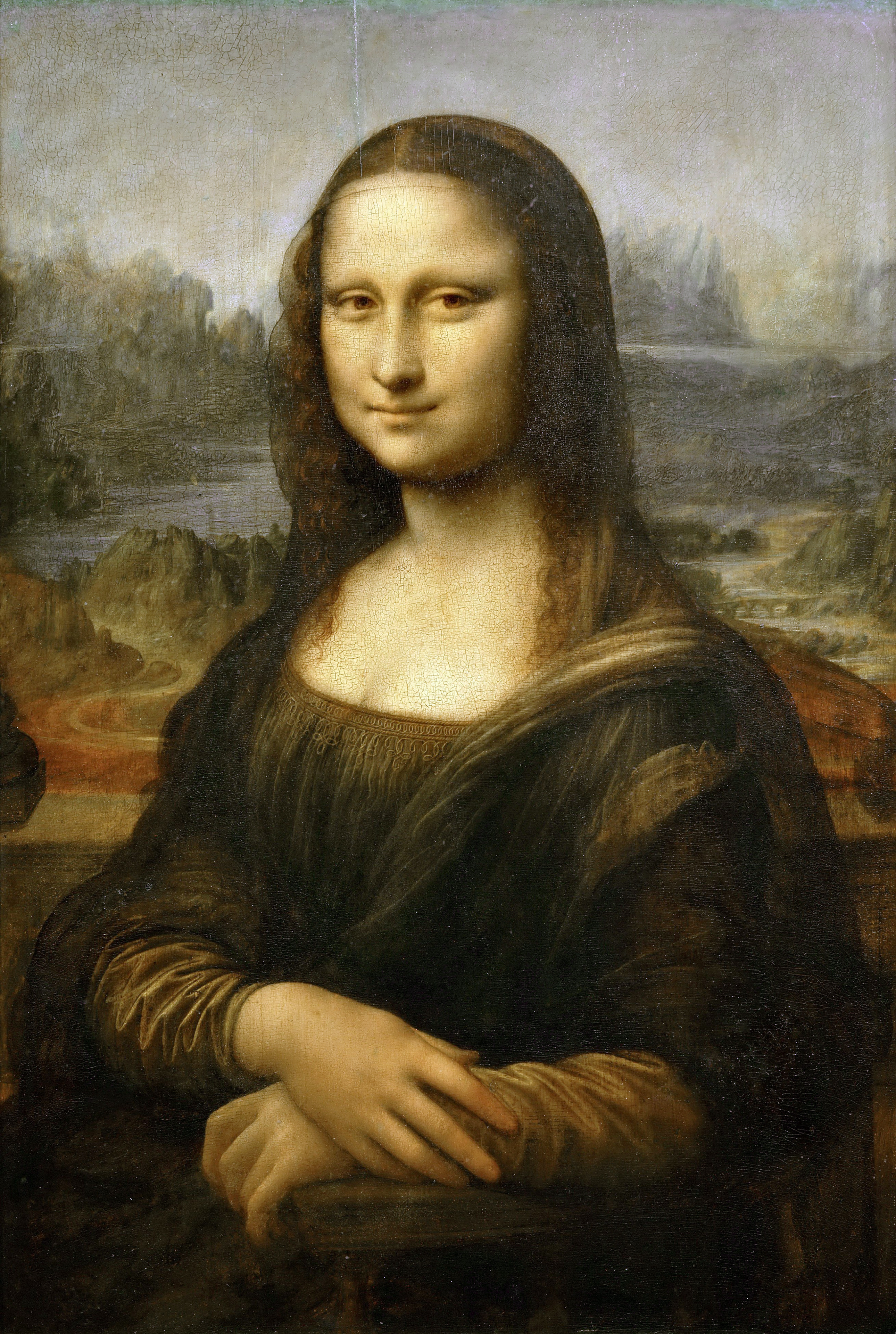
Lisa Gherardini, fille d’Antonio Gherardini

Selon les recherches universitaires les plus récentes, en l’an 856, la famille « Nepotes Ceci » (notamment Gaifredo) fonda l'église de San Piero a Ema (it). Mention est faite de cette famille dans des documents conservés dans l’église de San Miniato, en référence à une dispute résolue par le marquis de Toscane (Bonifacio de Canossa) sur l’attribution du rectorat de cette église. Ces vassaux du Chianti et du Val d’Elsa, se transférèrent à Florence au Xe siècle. Ils ne commencèrent vraiment à s’impliquer dans les affaires de la ville que lorsque le système de pouvoir de Mathilde de Canossa tomba en 1115. C’est alors qu’ils remplirent plusieurs charges de consuls (consul civitatis) dans la toute nouvelle république de Florence. La tour des Gherardini (Torre dei Gherardini (it)) se trouvait proche du Ponte Vecchio et fut incorporée dans le palais Bartolommei-Buschetti. Avant la Seconde Guerre mondiale, on pouvait encore l’apercevoir au milieu des toits. Elle fut complètement rasée par les mines allemandes en août 1944. Leur loge, dans l’église de Santo Stefano Al Ponte, fut détruite au milieu du XVIIIe siècle lors des travaux d’édification du centre de Florence, alors devenue capitale.
Les Gherardini, noblesse féodale la plus ancienne et traditionnelle, participèrent aux événements historiques de la ville en gardant jusqu’au dernier moment le droit de rendre justice ou le droit de concessions de droits féodaux dans leurs demeures en dehors de la ville (dont les plus importants les châteaux de Montagliari (it), Berardenga-Lucignano, Linari (it), Montaguto, Montefioralle (it), Montecorboli et Bonsi). Ils furent en première ligne dans les luttes entre Guelfes et Gibelins. Mais aussi dans la lutte entre les Guelfes blancs et noirs. Ils soutenaient les chefs de la faction des blancs, avec la famille des Cerchi.
Lorsque les Guelfes blancs furent chassés à la suite de l’intervention de Charles de Valois, la plupart des Gherardini se transférèrent à Vérone, avec beaucoup d'autres impliqués dans la lutte, parmi lesquels Dante Alighieri. Par la suite, une partie de la famille se transféra à Venise. 
Parmi les membres de la famille les plus illustres de cette période on peut citer : Gherarduccio Gherardini (it) (dont la pierre tombale de l'église de Sant'Appiano est la plus ancienne sépulture chevaleresque de Toscane), Noldo Gherardini, Cece Gherardini (it), Vanne et Bernardino Gherardini, Lotteringo Gherardini (it), Cione Gherardini dit « la Fourrure » ; et Andrea Gherardini (it) dit « le chasseur de guelfes ».
Les plus récentes recherches universitaires soulignent le rôle central de cette lignée prestigieuse dans l’histoire médiévale florentine, mais aussi la renommée d'irréductibles qu'ils avaient gagnée sur les champs de bataille ; on peut trouver confirmation de ces « exploits » en analysant les statistiques sur les amendes et les condamnations qu'ils infligèrent à plusieurs familles à cette époque. La lignée des Gherardini, dont la réputation – selon Christiane Klapisch-Zuber – était d’être des « fomentateurs de désordres », « belliqueux » et « incivils », « faisant preuve de peu d’enthousiasme pour la vie publique ». 
C’est ce caractère profondément indépendant qui a dû être à la base de leur décision de ne pas se soumettre aux nouvelles règles de la commune de Florence naissante (comme par exemple les systèmes de justice dits ordonnances de justice), à ne pas vouloir changer de nom et à ne accepter de devenir « hommes du peuple » ce qui aurait pu leur permettre d’échapper aux charges économiques et politiques que la commune imposait à qui restait accroché à sa propre histoire et à sa propre autonomie aristocratique. Cela explique aussi l’ardeur avec laquelle Florence les combattit en détruisant, là où c’était possible, leurs biens. Si bien qu’encore aujourd’hui, il existe des lieux en Toscane où l’on célèbre le souvenir de ces batailles, pour ou contre cette famille. Par exemple, à Panzano dans le Chianti, on célèbre annuellement la pendaison d’un Gherardini qui fut impliqué dans une vengeance contre les seigneurs du lieu, les Firidolfi. Cette famille contrairement aux Gherardini, s’était soumise aux règles communales en modifiant leur nom et en adaptant leur statut.

## Le système défensif

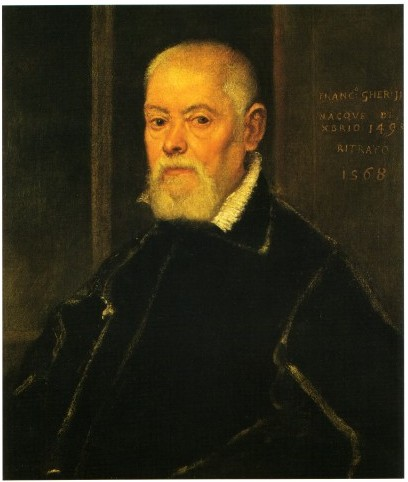
Portrait de Francesco Gherardini exécuté par le Tintoret en 1598.

Le système défensif des Gherardini était organisé en forme de pyramide avec les premiers lieux de surveillance situés près des murales méridionales de Florence, depuis les Marignolle jusqu'à Impruneta. Il continuait jusqu'aux forteresses principales de Montagliari (it) et de Montaguto près de l’actuel Greve dans le Chianti et, vers l’occident, jusqu’à la forteresse de Linari (it) près de Barberino Val d' Elsa. Un territoire qui, pendant la guerre civile florentine dans les premières années du XIIIe siècle, devint un terre totalement hostile et impraticable pour les forces de la république de Florence et pour le commerce. 
Le système de défense s’effondra avec l’offensive des florentins en 1302. Lors d’un siège, aussi bien Montagliari que Montaguto furent totalement rasés. La république déclarera le caractère perpétuellement non bâtissable de ces endroits (édit violé par les Gherardini, en 1632 en des temps plus favorables, avec la construction d’une chapelle).
La partie occidentale de la structure défensive résista à la guerre, soit grâce à la présence d'Andrea Gherardini, chef à l’époque de l’armée de Pistoia, soit grâce aux forces supérieures que les Gherardini avaient placées dans le Val D’elsa et le long de la via Francigina (voies des Français). 
Peu d'années après, l’empereur Arrigo VII tenta lui aussi d'éradiquer cette famille de la région de Val d’Elsa. Il ne réussit que partiellement ; le château de Linari (it), dirigé par Vanne Gherardini, résista à l’assaut de l’été 1313. Avec la mort de Gherarduccio Gherardini en 1331 (enterré dans la paroisse de Sant’Appiano, près de Linari) la famille perdit ses ultimes grands commandements et progressivement ses derniers biens.

## Guerre civile et les premiers exodes

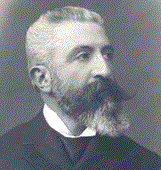
Le marquis Gian Francesco Gherardini, sénateur du royaume d’Italie, 1926.

La campagne militaire mentionnée plus haut dans les premières années du XIIIe siècle est un fait marquant de l’histoire de Florence. Elle vit s’opposer la république florentine aux Gherardini alliés à cette époque avec les Cerchi, faction des guelfes blancs. Cette faction regroupait aussi bien la noblesse la plus antique d’origine féodale, comme eux, que d’autres intérêts, tous adversaires du renforcement de la noblesse citoyenne et marchande qui recherchait sa propre autonomie grâce aux faveurs de la papauté. L’été 1300, le chef de famille Gherardini, Naldo Gherardini, faisait figure de « tête brulée », confiné loin de la ville. Mais les dispositions prises par Cante Gabrielli conduisirent à l'exil une grande partie des Gherardini et de leurs alliés (parmi lesquels Dante Alighieri). Le conflit armé se poursuivit dans la région de Pistoia où Andrea Gherardini le « chasseur de Guelfes » (le capitaine à cette époque du Peuple de Pistoia) résista aux florentins. Ces derniers se déplacèrent dans le Chianti cherchant à éradiquer les Gherardini et les priver de leurs possessions les plus anciennes. En août 1302, la chute de Montagliari (it) provoqua le troisième exode d’une grande partie des Gherardini (et d’autres familles des factions rebelles) vers Vérone (à l’époque sous l’empire).
Les Florentins s'acharnèrent avec férocité sur les constructions des Gherardini et sur les témoignages qui pouvaient rappeler cette famille, soit dans les campagnes, mais surtout en ville. Peu de châteaux restèrent sur pied, les seuls à ne pas être détruits étaient dans le Val d’Elsa où les Gherardini maintenaient encore une influence politique. Mais le coup subi fut très dure et signa un tournant. Déjà, la chasse au Gibelins, au milieu du siècle d’avant, avait envoyé quelques Gherardini dans le Véronèse et aux environs de Rovigo (les deux groupes se retrouvèrent par la suite).
Il s’agissait donc du troisième exode. Le premier étant avenu en 1120, avec la mort de Mathilde de Canossa qui ouvrit une brèche : d’une part, les Gherardini se transférèrent dans la ville de Florence pour contrôler de plus près les évolutions de la ville, mais d’autre part poussèrent d’autres chefs de famille plus liés à une vision traditionnelle de la chevalerie à abandonner la Toscane (tels que Tommaso, Gherardo et Maurizio, fils de Gherardino). Ceux-ci suivirent d’abord Louis VII de France, dit « le Jeune », ensuite Henri II d’Angleterre, à la conquête de l’Irlande, où ils créèrent les branches FitzGerald des comtes de Kildare et de Desmond, ducs de Limerik et Vice-roi d’Irlande (aux XIVe et XVe siècles), duc de Leinster au 18eme. Rose Fitzgerald Kennedy et son fils John soutenaient avoir un lien parental avec cette branche ce que la famille FitzGerald récuse.
À l’heure actuelle, les FitzGerald de Linster, de Kildare et de Desmond et les Gherardini de Montagliari entretiennent toujours des rapports réguliers. Surtout, la branche du comte Gian Claudio et ses enfants Cinzia, Gian Raffaello et Maria Teresa.

## Branches

### Branche Toscane

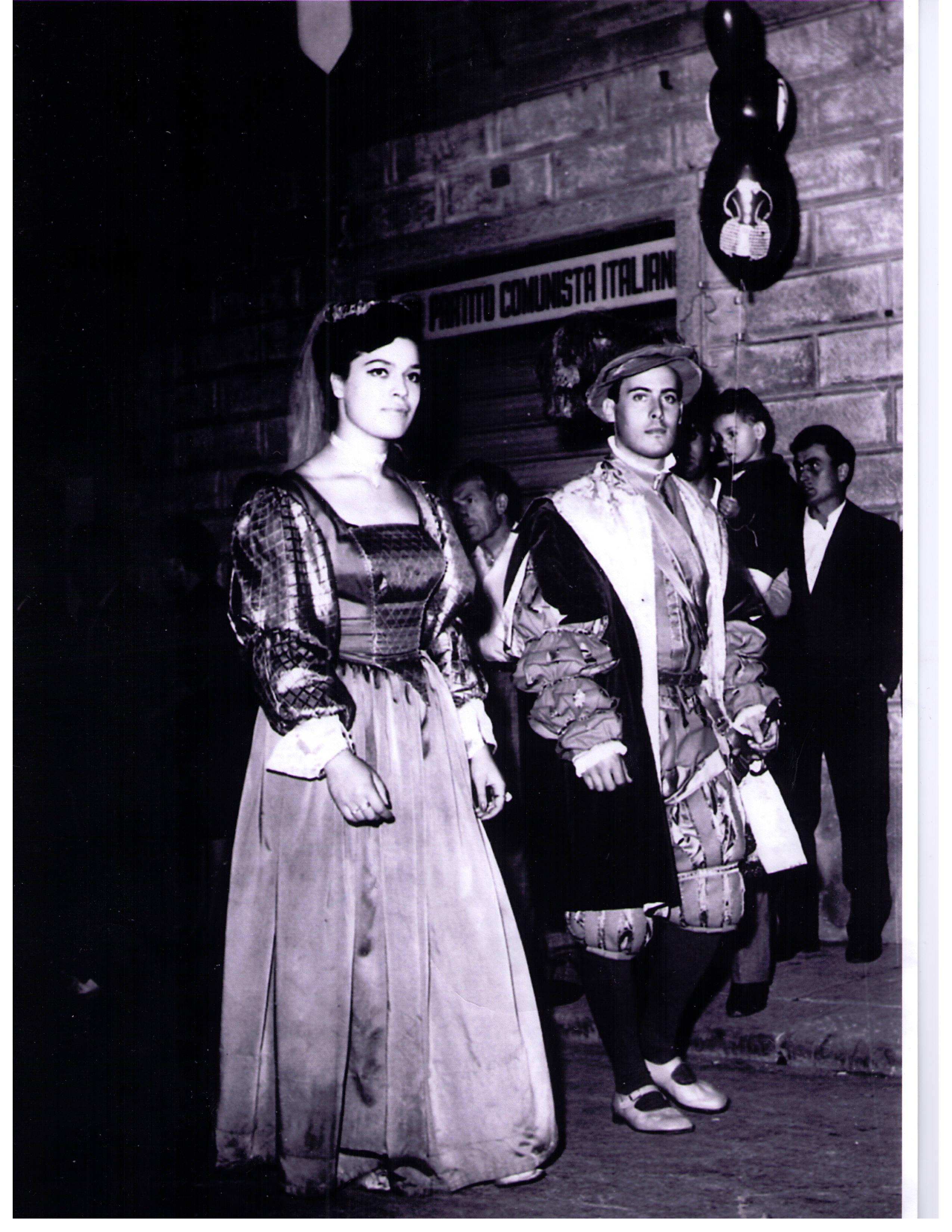
le comte Gian Raffaello Gherardini en 1966 durant le défilé du Calcio historique florentin (ancêtre du football)

La branche des Gherardini qui resta en Toscane (qui s’est éteinte ensuite au milieu du XVIIe siècle) fit édifier en 1632, en accord avec la branche de Vérone, la Chapelle de Sainte Maria de la Neige à Montagliari, sur les ruines du Château, en souvenir des évènements du passé. Cette branche cadette, restée à Florence, s'éteignit lorsque les quatre frères moururent sans héritiers : Ippolito (mort enfant), Antonio (mort lors de la guerre de Hongrie), Alemanno (chevalier de Malta) et enfin Fabio, mort au Danemark en 1743. Le comte Gian Claudio Gherardini (it) (Général de l'Armée italienne) fut le premier des nobles Gherardini à revenir à Florence dans la seconde moitié du XXe siècle (dans les années soixante) en ramenant cette famille dans le chef-lieu toscan.

### Branche toscane et vénitienne
En 1633, la branche principale, grâce à Gaspare et Angelo, ajouta aux premiers fiefs - de Montorio, de Bardolino, de Sorgate et de Montecchiana, reçus lors de l'arrivée de la famille à Vérone - d’autres biens en région Emilienne en les acquérant aux familles Este et Gonzaga. Il s’agissait du marquisat de Scurano, de Bazzano (village de la commune de Neviano degli Arduini) et Pianzo, celui de San Polo d'Enza, et en 1652 celui de Castelnovo di Sotto. Le 19 novembre 1652, Bernardino, frère cadet de Gaspare et Angelo, acquit un titre de noblesse en Vénétie et la famille, tout en maintenant les terres et les biens dans le Véronèse, commença à entreprendre des activités politiques à Venise. Les deux branches se réunirent de nouveau en 1811, lorsque, en absence d'héritiers mâles, la marquise Vittoria Gherardini (mère de Cristina Trivulzio Belgiojoso), céda à ses cousins de Vénétie les biens des fiefs en région Emilienne et Vénitienne. Ainsi réunie, cette famille se perpétua jusqu’à nos jours.
Des membres de cette famille participèrent à d’importantes batailles historiques médiévales, parmi lesquelles: la bataille de Hastings (sous le commandement de Otto Gherardini) ; la bataille de Montaperti (Cece Gherardini était l’un des douze capitaines de l’armée Florentine) ; la bataille de Campaldino (Piovano Gherardini) ; la bataille de Poitiers (Pietro Gherardini qui suivit, avec quelques membres de la famille, Gualtieri de Brienne).
Les Gherardini perdirent leurs droits féodaux avec l'avènement de Napoléon, dont les troupes occupèrent militairement les terres. Ils sont considérés comme la plus longue lignée de seigneurs médiévaux d’Europe. Ils furent sûrement parmi les derniers en Italie à perdre leurs prérogatives féodales d'origine médiévale, en 1805. En effet, ils ont réussi à se soustraire d’abord aux pouvoirs des seigneuries et ensuite aux monarchies italiennes avec des fiefs sur des zones géographiques qui ne sont jamais tombées sous juridiction centrale, en tout cas jusqu’à la conquête de Napoléon.
De cette période, dans ces fiefs, on se rappelle le gouvernement d’Angelo I (1633-1652) qui imposa la structure administrative de San Polo d'Enza. Dans les premières temps de son gouvernement, il participa avec son frère à la guerre contre la république de Lucque (leurs troupes, d’environ un millier d’hommes, se battirent principalement à Garfagnana) et ensuite contre les espagnols de Milan entre le 1647 et le 1649. Francesco I, fils de Gasparo, gouverna de 1672 à 1712 et réunifia tous les fiefs à la mort de l'oncle Angelo. Son gouvernement est remarquable pour sa réforme de la loi électorale qui modifia le système de représentation des communautés locales (que ce soit les fiefs de San Polo ou de Castelnuovo de Sotto). La guerre de la ligue d'Augusta (1690-1696) et la guerre de succession d’Espagne (1701-1713) laissèrent des traces (même militaires) à leurs territoires.
Avec l’avènement du régime napoléonien, la république de Venise fut occupé et cédée à l'Autriche. Les Gherardini, après environ 150 ans de vie politique dans la sérénissime, comme membres du Conseil Majeur, abandonnent la ville. Leurs fiefs de Castelnovo de Sotto et San Polo d'Enza sont alors occupés militairement et intégrés dans les royaumes napoléoniens. De là vient probablement le changement dans leur rapport avec les Habsbourg et l’Autriche et leur soutien à la cause unitaire italienne. Preuve en est leur participation aux financements d’activités de rébellions secrètes contre le pouvoir et des initiatives insurrectionnelles, parmi lesquelles le soutien économique au mouvement de Ciro Menotti à Modène.

### Autres ramifications

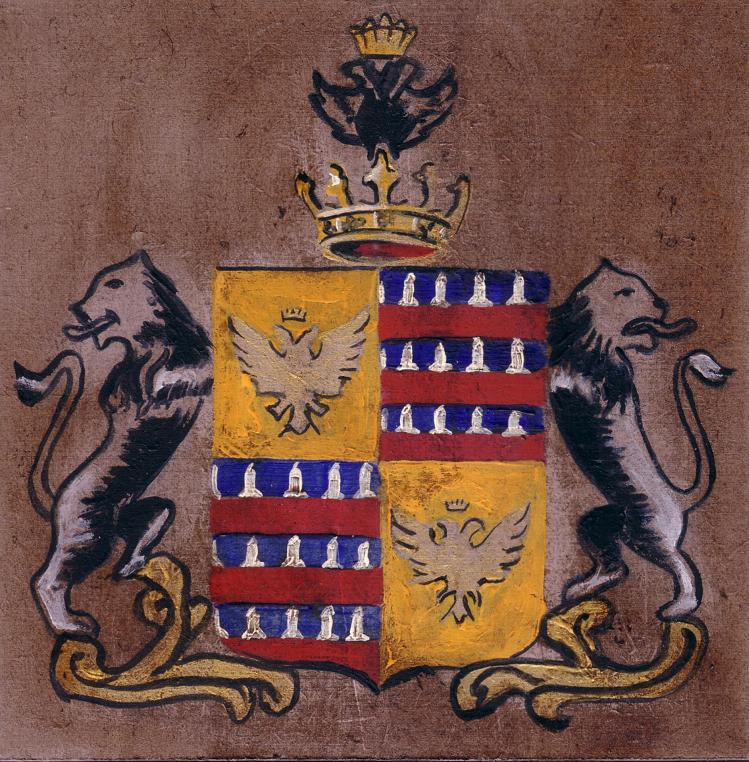
Gherardini di Montagliari

En janvier 1857, par décret du duc de Modène, Alexandre, deuxième fils du marquis Gian Marco, ajouta à son nom celui de « Parigi dei Conti de San Severino » ; il le prit de sa mère Alda Parigi, pour garantie la continuité de cette famille en voie d’extinction. Cette branche, Gherardini Parigi, s'éteignit rapidement à la mort du neveu de Giulio au milieu du XIXe siècle.
Une autre ramification de la famille s’était établie à Lenderina et à Ferrare depuis 1660 (nobles de Lederina, les comtes Lusia, nobles de Ferrare). Cette branche part de Franceso de Corradino. Son blason a accolé un quartier avec un lion rampant rouge noir pour se différencier de la descendance principale. La branche s'éteignit à Ferrare avec la mort de Francesco en 1830, qui eut une unique fille, Isotta, en 1817.
Une autre ramification plus ancienne se serait développée en France selon des faits historiques documentés. Pietro et Lotto, fils de Noldo des Gheradini (exilé à la suite de la paix de Civitella) auraient suivi en France Gualtieri de Brienne Duca d'Atene, en août 1343. Selon certaines sources, le titre de Marail en Champagne leur aurait été attribué. Pietro mourut le 9 septembre 1393. Il est effectivement enterré dans l'église de Marail (château de Hervì).

## Histoire récente

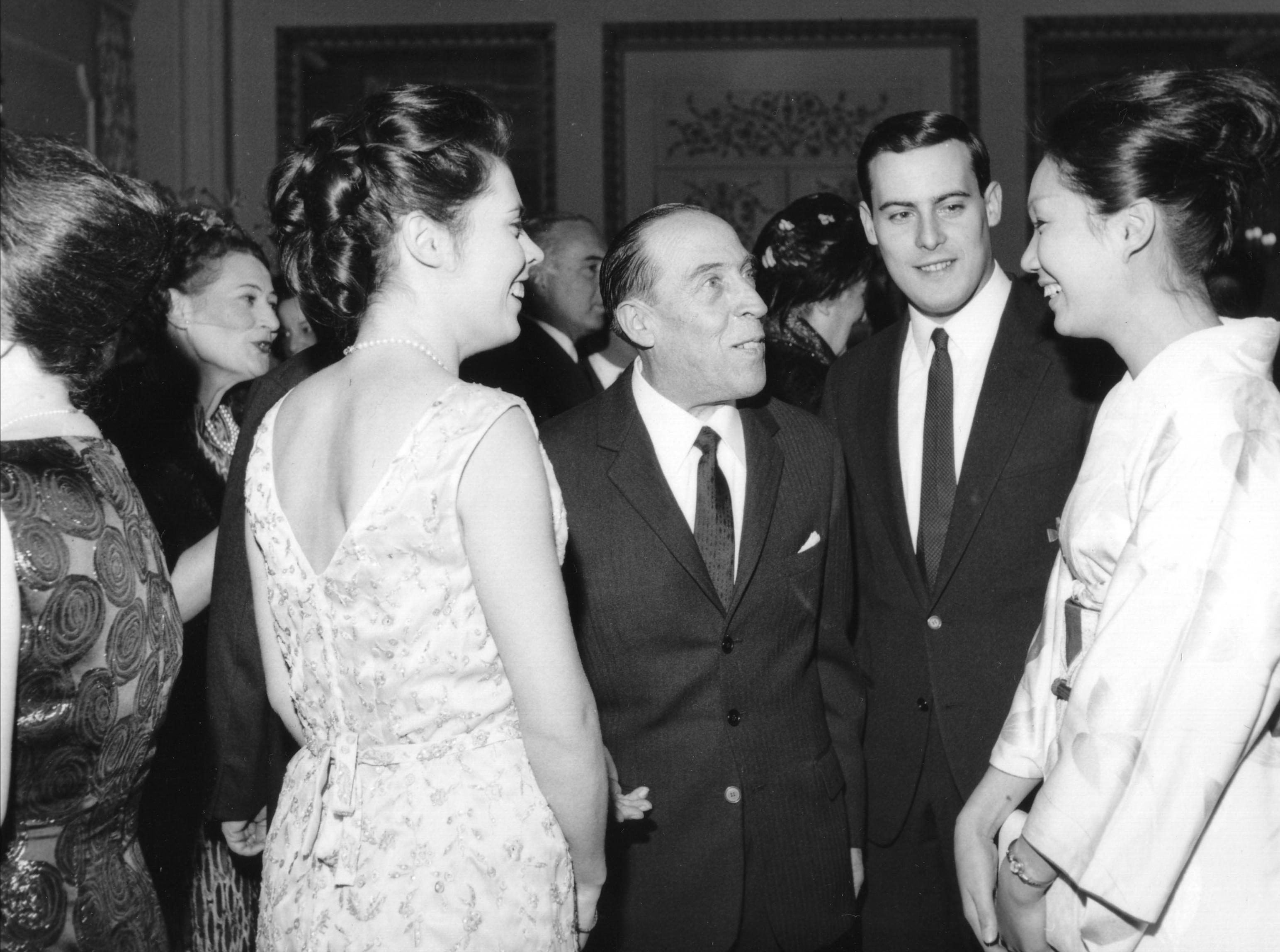
Le comte Gian Claudio Gherardini dans une reception publique à Florence en 1964.

Selon les données du dernier bottin officiel de la Noblesse italienne approuvé par le Ministère des Affaires intérieures du royaume d’Italie (1930) et selon la généalogie officielle de cette famille, la famille actuelle des nobles Gherardini de Montagliari est divisée en deux branches : la première branche dont le chef est le marquis Francesco Alberto (branche ainée) et la deuxième dont le chef est le comte Gian Claudio (branche cadette). Les demeures actuelles des marquis et comtes Gherardini sont à Rome, Venise, New York et Florence.
Bien que les Gherardini d’aujourd’hui se tiennent éloignés des médias, en 2007, selon ce qui a été rapporté dans plusieurs dépêches (dont le Quotidiano Nazionale), la comtesse Cinzia Gherardini a interpellé publiquement le prince Girolamo Strozzi, parrain d’un de ses fils. L’argument portait sur la descendance de Monna Lisa, peinte par Léonard de Vinci, qui selon Vasari aurait été Lisa Gherardini, fille d’Antonio Gherardini, ancêtre de cette même comtesse Cinzia Gherardini ; Lisa Gherardini aurait pris le nom de la Joconde après son mariage avec « Il Giocondo ». 
Parmi les personnages de la famille Gherardini les plus connus dans l’histoire récente, on peut citer le marquis Maurizio, le dernier seigneur vassal de San Polo, Bazzano, Scurano, Pianzo et Castelnuovo. Il faut également mentionné le grand chambellan de l’empire d’Autriche et ministre plénipotentiaire d’Autriche près le royaume des Sabaudi. Mais aussi Cristina Trivulzio Belgiojoso, fille de la marquise Victoire Gherardini, première femme directeur de journal que Carlo Cattaneo définit comme la première femme d'Italie pour son engagement envers l’unité nationale) ; le marquis Gian Francesco Gherardini (it), maire de Reggio d'Émilie, député et puis sénateur (mort en 1926), son neveu le Gian Claudio Gherardini (it), héros de guerre, commandant du 8e régiment des Bersaglieri à El Alamein et dans l'après-guerre de l'Infanterie divisionnaire des Folgores (mort en 1971), Jacopo Schettini Gherardini, économiste, candidat lors des primaires de 2007 au secrétariat national du Parti démocratique italien.
Leur devise est : « Festina lente ».[réf. nécessaire]